# Grève générale indienne de 2020-2021
La grève générale indienne de 2020-2021 est un mouvement social ayant commencé le 26 novembre 2020 et initié par le secteur agricole indien, à la suite d'une réforme agraire mise en place par le premier ministre indien, Narendra Modi, dérégulant le marché agricole intérieur indien. Il finit par renoncer à sa réforme en novembre 2021.
D'après Hannan Mollah (en), dirigeant du « All India Kisan Sabha (en) » un mouvement marxiste ayant participé à l'organisation de cette manifestation, le 9 août 2020, il y avait déjà un « Jail Bharo » (agitation),  dans 600 districts parmi 25 États, et non pas que le Punjab, comme le gouvernement et les médias nationaux l'on rapporté. En un quart de siècle, 400 000 fermiers indiens se sont suicidés en raison des différentes difficultés rencontrées.
A l'appel de 10 organisations syndicales dont SEWA, 250 millions d'Indiens ont manifesté contre des mesures de libéralisme économique, ce qui en ferait le mouvement social le plus suivi jamais réalisé sur Terre,.
La grève est suivie par une manifestation des fermiers indiens vers New Delhi où ils arrivent le 30 novembre, entourant la capitale.
En mars 2021, le mouvement s'étend à l'ensemble du corps social. Des mahapanchayat, assemblée de démocratie directe s'organisent dans l'ensemble du pays. Une manifestation de grande ampleur est organisée le 21 mars, avec une marche vers Delhi.
En novembre 2021, Narendra Modi renonce à sa réforme agraire.